# Sparkassen-Immobilien-Vermittlungs-GmbH
Die Sparkassen-Immobilien-Vermittlungs-GmbH (Sparkassen-Immo) ist ein Tochterunternehmen der bayerischen Sparkassen und der LBS Landesbausparkasse Süd. Sie wurde 1972 gegründet und hat ihren Sitz in München. Die rund 400 Immobilienmaklerinnen und Immobilienmakler der bayerischen Sparkassen sowie des Außendienstes der LBS in Bayern sind in Vertretung der Sparkassen-Immo tätig.

## Geschichte
1972 wurde die Bayerische Landes-Immobilien GmbH & Co. KG, München (Landes-Immo), mit mehrheitlicher Beteiligung der LBS Bayerische Landesbausparkasse, gegründet.
2003 übernahmen die bayerischen Sparkassen die Mehrheit der Gesellschafteranteile an der Landes-Immo, die in Sparkassen-Immobilien-Vermittlungs-GmbH umfirmierte.